# Algier (provins)
36°42′N 3°13′Ø / 36.7°N 3.22°Ø
Provinsen Algier (arabisk: ولاية الجزائر Wilāyat al-Jazāʼir, berbisk: ⴰⵏⵏⴰⴱⴰ også kendt som ) er en af Algeriets 48 provinser. Administrationscenteret er Algier.